# 寶石寵物 (第一季)
《寶石寵物》是三麗鷗和Sega Toys共同創作的角色，以及寶石寵物動畫的第一作。在2009年4月5日至2010年3月28日於大阪電視台和東京電視台系列播出。

## 概要
本作於2009年4月5日起，每週日早上9：30於大阪電視台、東京電視台初次系列播出，字幕播映，以16：9高畫質呈現。台灣則於2010年2月21日首次在東森幼幼台系列播出，並做了稍加的裁剪。香港則於2010年7月9日首次在翡翠台播出。

## 劇情設定
關係：寶石寵物和人類自古就有很深的羈絆，人們會因自己對於某些事情「認真的心」就像寶石般漂亮，而能與「寶石護身符」相互呼應，彼此產生一種微妙的共鳴。這種關係一直到「迪安事件」發生後才就此中斷。期間過了相當漫長的時光及歲月，後因「大掃除日」意外的發生，人類與寶石寵物的關係才再次恢復。但現代的人類對於寶石寵物這種生物卻是以極為訝異的態度來看待，只有動畫中的政府高階官員才知道這項秘密，故彼此的關係目前只能以魔女所施——「和平相處的魔法」繼續維持。

## 故事大綱
魔法國度的「寶石王國」中，有一種將寶石放在身體裡的生物——「寶石寵物」，寵物們日夜不停學習魔法。直到某一天，因寶石王國的大掃除日子已到，為避免麻煩，寶石寵物皆被快樂魔女變成「寶石護身符」，並放置在沉睡森林中。而寶石寵物之中，最調皮搗亂的露比，因為討厭藏在森林中，便悄悄地跑到海邊去玩。
後來在送往沉睡森林的路途中，卻因為一道不知名的強風將寶石護身符吹落並以流星的形式落往「人間界」。  
從海邊回來的露比，感受到寶石王國產生異變而前往皇宮，快樂魔女等人為了找回這些寶石寵物，便讓露比前往人間加以尋找，以作為她偷跑出去的懲罰。
這時在人間界的寶石市中，國中生紅玉鈴子正好擔任入學式時的致詞人工作。那夜，不知如何是好的她，向天空的流星許下了願望，沒想到，那顆流星也剛好往鈴子的身邊飛去。而那顆流星正是變身成寶石護身符的露比，從此露比和鈴子成為好友和搭檔，共同尋找寶石護身符，而她們身旁也將會有許多新奇的事物在等著她們……

## 登場的魔法咒語
「○○」是可變物。

### 一般魔法
噗哩噗哩 噗嚕拎 噗哩律動 開啟 寶石的心
可用來解開寶石護身符的魔法咒語，需搭配寶石手冊。
噗哩噗哩 噗嚕拎 噗哩律動 開啟 寶石的心 寶石進化
使用寶石手冊及寶石手杖念此咒語時，可用來加強解開寶石護身符的魔法咒語。
閃閃亮晶晶
使用寶石手杖施展魔法時的咒語。
噗嚕噗嚕 噗哩律動 寶石律動 ○○ 寶石閃光
寶石寵物施展魔法時的所用的魔法咒語。「○○」為寶石寵物所屬的寶石名。
無限奇蹟 噗嚕噗嚕 噗哩律動 寶石律動 ○○ 寶石閃光
當露比、佳娜德、莎菲個別獲得「迷你寶石手杖」時，在咒語前面加上「無限奇蹟」，即可加強魔法力量。「○」為寶石寵物所屬的寶石名。
噗嚕噗嚕 噗囉噗嚕 嚕哩啵呢 ○○ 寶石回歸
能立即召喚在寶石王國的寶石寵物到人間界的魔法咒語。「○○」為要召喚的寶石寵物所屬寶石名。

### 黑暗魔法
黑暗 黑暗 黑鑽石的冰魔力
黛安娜使用黑暗魔法時所念誦的咒語。
黑暗 黑暗 黑曜石眼之魔力
迪安使用黑暗魔法或控制寶石寵物時所念誦的咒語。
皮囉皮囉 皮囉拎 皮哩律動 出現吧 寶石光芒
迪安解開寶石護身符所念誦的咒語。
皮囉皮囉 皮囉拎 寶石律動 ○○ 寶石閃光
被迪安控制的寶石寵物，會改用此咒語給予他人反面的魔法效果。

## 道具
- 寶石手冊

鈴子和露比要讓「寶石護身符」變回寶石寵物的時候，需要搭配特殊咒語，以及此本寶石手冊，才可以實行打開寶石護身符的魔法。寶石手冊本身也擁有預知寶石護身符的出現順序的功能。此外，在第14話中，快樂魔女賦予了只要黛安娜使用黑暗魔法，寶石手冊就會有所反應的魔法。第24話中，手冊上出現了特殊的符號，透過魔女的解說而得知，當寶石手冊與黛安娜持有的黑暗寶石手冊結合後，即可召喚出每過一千年才會出現的「寶石手杖」。
- 黑暗寶石手冊

跟鈴子手中的寶石手冊不太一樣，只擁有「預知可能會出現的寶石寵物」之能力 ，為黛安娜個人所持有的手冊。同樣，當黑暗寶石手冊與鈴子所持有的寶石手冊結合，即可召喚出「寶石手杖」。
- 寶石護身符

其為寶石寵物被魔法封印時的狀態。除第1話外，當鈴子和露比唸出「噗哩噗哩 噗嚕拎 噗哩律動 開啟 寶石的心」的咒語時，就能讓寶石護身符狀態的寶石寵物恢復原貌。因為寶石護身符看似能賣出高價而被怪盜香草團盯上，可是，當他們拿凱雅的寶石護身符去寶石店鑑定時，店員卻說「沒看過的寶石」而予以拒絕 ，不過在寶石王國似乎真的能賣出好價錢!前期解開寶石護身符時，鈴子的服裝為「虹色學園冬季制服」。第29話中，因黛安娜黑暗魔法的增強，而透過寶石手杖的魔法，加強解開護身符的能力，此時的咒文則改變為「噗哩噗哩 噗嚕拎 噗哩律動 開啟 寶石的心 寶石進化」，而鈴子的服裝也改變為「魔法使者」。
- 寶石手杖

當鈴子的紅色寶石手冊和黛安娜的黑色寶石手冊結合在一起時，就會出現千年難得的珍貴道具，魔法威力極為強大。不過，除最初碰到的人以外，其他人都無法使用，但可透過「特殊的魔法」解除與手杖的契約。寶石手杖同時也是一把雙面刃，正確使用的話會變成夢幻的手杖，錯誤使用的話則會變成惡魔的手杖。從前寶石王國面臨冰河時期時，當時的魔女使用它召喚出了傳說中的寶石寵物-歐帕露，而將寶石王國從危難中救回。此外，寶石手杖上方有心駐宿著，有時會有感情的表現，甚至用行動表示。寶石手杖的使用的咒語為「○○・閃閃亮晶晶」，開啟寶石護身符的咒文則為「噗哩噗哩 噗嚕拎 噗哩律動 開啟 寶石的心 寶石進化」。
- 迷你寶石手杖

在第30話時，從寶石手杖中所分化出來的手杖，得以讓露比、佳娜德、莎菲用來召喚寶石王國的寶石寵物，其咒語為「噗嚕噗嚕 噗囉噗嚕 嚕哩啵呢 ○○ 寶石回歸」（○○為要召喚的寶石寵物所屬的寶石名）。另外，手杖上分別有著露比的紅色、佳娜德的粉紅色、莎菲的藍色領帶。第32話中，透過迷你寶石手杖的能量可提升他們的魔法等級，其咒文為「無限奇蹟 噗嚕噗嚕 噗哩律動 寶石律動 ○○ 寶石閃光」（○○為三人所屬的寶石名）。
- 魔法掃帚

寶石寵物們所騎乘的魔法道具，可在空中飛行（小玲、阿科爾和伊歐因能靠自身力量浮在空中，而不需騎乘此道具）。不同身分的寶石寵物，其所騎乘的掃把有著不同的樣貌。一般寶石寵物的掃把為綠桿黃帚，貴族則為白桿綠帚，黛安娜的掃把為暗色系，迪安的掃把造型則有著黑暗之王的風格。
- 結婚戒指

安迪王子送給鈴子的結婚證物。其實為「解除寶石手杖契約」的魔法，迪安將其偽裝成一般的結婚戒指，並強迫被黑暗魔法控制的鈴子戴上，得以成為寶石手杖的新主人。一旦戴上此戒指後，若無法恢復原本與寶石手杖契約的關係，即無法將其從手中取下。

## 用語
- 魔法等級

寶石寵物的法力等級，越高階級魔法成功率越大。而黑暗魔法未算在內，其是以施法顏色的改變做等級區分。
共分為四個階段：丙烯級→玻璃級→水晶級→超級水晶級
- 丙烯級

魔法等級最低的階段，也是一般寶石寵物新生兒的基本能力（拉布拉除外）。雖然成功率是0%，有時也會有例外的狀況。當施法失敗時，也容易產生意想不到的結果，如：發生大爆炸等。代表人物為：露比、塔塔、尤克。
- 玻璃級

魔法等級屬中間水平，成功率為50%。因為只有一半的成功率，所以會法力會受到「時間長短」、「個人意志」所限。不幸失敗時，有時也會產生意想不到的結果。代表人物為：佳娜德、露娜、凱雅等。
- 水晶級

魔法等級屬上級階段，成功率為100%。在特殊情況下會受到其他魔法的干擾，造成無法完全施展成功，有時會因為魔法效果太好而造成麻煩。代表人物為：莎菲、吉塔那等。
- 超級水晶級

魔法等級最高的階段。一般要到這個階段需要長時間的苦練，才有可能達成。魔法能力遠大於水晶級，僅次於魔女。代表人物為拉布拉。
- 黑暗魔法

黛安娜和迪安所使用的魔法。有著能夠使人運氣不好等魔法，成為和其他寶石寵物的相異之處。黛安娜所念的咒文為「黑暗 黑暗 黑鑽石的冰魔力」。迪安所念的咒文為「黑暗 黑暗 黑曜石眼之魔力」。特別是迪安的魔法力量相當強，能把寶石手杖的魔力加以反擊回去，至於他的「皮囉皮囉 皮囉拎 皮哩律動 出現吧 寶石光芒」的咒文，擁有就算沒有寶石手冊也能把護身符變成寶石寵物的能力。迪安用黑暗魔法操控寶石寵物的咒文為「皮囉皮囉 皮囉拎 寶石律動 ○○ 寶石閃光」。
- 迪安事件

為當寶石王國和人間界連結一起時，因為迪安拒絕和比自己力量低劣的人類一起共存而把許多人變成石頭的事件。也使得寶石王國和人間的友好關係因此斷絕而分開。
- 百事達三角洲

離寶石王國相當遙遠的可怕海域。寶石八人組所搭的船就在此遇難而消息不明。
- 寶石八人組

曾在百事達三角洲附近消失的八隻寶石寵物，快樂魔女等人便以此名詞稱呼他們。此八隻寶石寵物各別為：尼克、雅美莉、瑞琵絲、克里斯、伊歐、朵芭斯、亞歷克和布朗尼。
- 寶石競賽

古代寶石王國時代就流傳下來的傳統競賽。內容則是分成兩隻隊伍並且互相競爭，勝者則是能夠從敗者那邊拿到想要的東西。然後在比賽的過程中，因為被施上不會讓周圍的人感覺的魔法，而不會引起不必要的騷動。
- 神聖日

即寶石王國發生月蝕的日子。不過，神聖日其實是魔女們失去法力的日子，每當月蝕發生時，失去法力的魔女們必須以不暴露自己的身分在人類世界行善，若能在月蝕結束前得到一句“謝謝”，才可重獲新法力。其中，魔女們為避免期間遭到攻擊，而以此節日所作為藉口，規定所有的寶石寵物必須通通變成寶石護身符。
- 小暖桌X

為了打倒迪安而由政府秘密製作的戰車。外形就像是怪獸電影中所出現的雷射戰車，能發射紅色的光芒讓迪安感到溫暖而鬆懈下來。
駕駛員則是由帶刀秘密訓練的怪盜香草團成員擔任。

## 露比博士的寶石寵物介紹
第6話開始，下回預告前，會有一個扮成博士樣子的露比來介紹寶石寵物和物品。大多介紹這集登場的寶石寵物、另外有些集數則是會介紹物品。
| 話數                                                      | 介紹內容               |
| --------------------------------------------------------- | ---------------------- |
| 6 - 13、15 - 17、21、24、29、31 - 35、37、38、42、44 - 46 | 寶石寵物               |
| 14                                                        | 寶石手冊               |
| 18 - 20                                                   | 寶石護身符             |
| 22、23、43                                                | 寶石王國               |
| 25                                                        | 寶石寵物的老師         |
| 26 - 28、30                                               | 寶石手杖               |
| 36、41                                                    | 在意的人               |
| 40、47                                                    | 大王博士的寶石寵物介紹 |
| 48、49                                                    | 危險的事情             |

※第44話中介紹兩隻寶石寵物。

## 工作人員
- 企劃：We've
- 原作：三麗鷗、SEGA TOYS
- 導演：佐佐木奈奈子
- 助里導演：池田重隆
- 劇本統籌：前川淳
- 角色設定：宮川知子
- 美術監督：褔田和矢、高木或
- 色彩指定：石黑文子
- 編輯：中葉由美子、村井秀明
- 攝影監督：大井勝利、菊池達也
- 音響監督：平光琢也
- 音樂：濱口史郎
- 製作人：野渡直樹、渡邊和哉、可知秀幸、別府幸司
- 動畫製作：STUDIO COMET
- 製作：大阪電視台、讀賣廣告社、《寶石寵物》製作委員會

## 主題歌
片頭曲「真的？真的！魔法☆寶石」（マジ マジ！マジカル☆ジュエル）
作詞：森由里子／作曲：牧野幸介／編曲：新井理生／歌：淺香唯
- 第34話開始，OP影像有一部分變更（後期劇情）。
- 第45話開始，OP影像新增「新少女三人組」。

- 香港粵語版片頭曲「Maji Maji！Magical☆Jewel」

作詞：鄭櫻綸／作曲：牧野幸介／編曲：新井理生／歌：駱胤鳴
片尾曲「笑臉的圓圈」（笑顔のループ）
作詞：森由里子／作曲、編曲：渡部チェル／歌：堀江美都子
第37話插曲「草莓時間」（ストロベリータイム）
歌：貝莉朵（甲斐田幸）、露娜（宍戶留美）、米爾姬 （內海慶子）

## 各話標題
| 話數   | 日文標題 | 台灣標題                                  | 香港標題                             | 劇本     | 分鏡         | 導演                    | 作畫監督                       | 香港首播      |
| ------ | -------- | ----------------------------------------- | ------------------------------------ | -------- | ------------ | ----------------------- | ------------------------------ | ------------- |
| 第1話  |          | 閃閃發亮☆寶石降落                         | 閃閃發光的☆寶石掉下來了              | 前川淳   | 佐佐木奈奈子 | 佐佐木奈奈子            | 一川孝久                       | 2010年 7月9日 |
| 第2話  |          | 心跳不已♡想要告白                         | 我想表白♡                            | 前川淳   | 池田重隆     | 池田重隆                | 吉川真一 樋口聰一              | 7月15日       |
| 第3話  |          | 拜拜了(>_<)有栖川同學                     | 拜拜(>_<)有栖川同學                  | 竹內利光 | 矢野博之     | 石踊宏                  | 松本勝次                       | 7月16日       |
| 第4話  |          | 滑溜溜的♡愛情滿點                         | 愛情滿載♡                            | 笹野惠   | 高柳哲司     | 佐佐木皓一              | 古池ゆかり                     | 7月22日       |
| 第5話  |          | 雄雄燃燒！神清氣爽劍法                    | 清新開朗劍法                         | 江夏由結 | 尼野浩正     | サトウ光敏              | 武内啟                         | 7月23日       |
| 第6話  |          | 知己好友！碼頭決鬥                        | 考驗勇氣的碼頭決鬥                   | 前川淳   | 雲井一夢     | 田中智也                | 山崎展義                       | 7月29日       |
| 第7話  |          | 身強力壯！身懷七道傷疤的管家              | 渾身肌肉！擁有七道傷痕的管家         | 竹內利光 | 尼野浩正     | 清水久敏                | 本橋秀之                       | 7月30日       |
| 第8話  |          | 好熱好熱♡鈴子的眼淚是祖母綠寶石           | 恩愛夫妻♡鈴子的眼淚是祖母綠          | 山田隆司 | 佐佐木奈奈子 | 樋口まさお              | 一川孝久                       | 8月5日        |
| 第9話  |          | 閃亮閃亮&想要變漂亮                       | 亮晶晶&我要變得漂亮                  | 笹野惠   | 池田重隆     | 池田重隆                | 樋口聰一 山崎輝彥              | 8月6日        |
| 第10話 |          | 活潑好動！雙胞胎大冒險                    | 孿生兒驚險大冒險                     | 江夏由結 | 石踊宏       | 石踊宏                  | 松本勝次                       | 8月12日       |
| 第11話 |          | 加油加油！內閣總理大臣首席祕書長 帶刀啟吾 | 上吧上吧！總理大臣主席秘書官帶刀啟吾 | 前川淳   | 中村憲由     | 佐佐木皓一              | 古池ゆかり                     | 8月13日       |
| 第12話 |          | 完了完了(T_T)失去夢想的王子               | 不妙不妙(T_T)王子失去了夢想          | 竹內利光 | 高柳哲司     | サトウ光敏              | 武內啟                         | 8月19日       |
| 第13話 |          | 真的真的！？帶刀的女友是鈴子？            | 真的假的！？帶刀的女友是鈴子？       | 山田隆司 | 尼野浩正     | 田中智也                | 山崎展義                       | 8月20日       |
| 第14話 |          | 喂喂？黛安娜是誰！？                      | 戴安娜到底是誰！？                   | 前川淳   | 佐佐木奈奈子 | 樋口まさお              | 一川孝久                       | 8月26日       |
| 第15話 |          | 會嗎會嗎！可以和模特兒的他見面嗎！？      | 真好真好！可以跟那個模特兒見面！？   | 笹野惠   | 福本潔       | 福本潔                  | 日高真由美                     | 8月27日       |
| 第16話 |          | 火大火大！令人討厭的轉學生                | 可惡可惡！我討厭那個轉校生           | 江夏由結 | 池田重隆     | 池田重隆                | 佐佐木敏子 松本弘 山崎輝彥     | 9月2日        |
| 第17話 |          | 哪裡哪裡？把黛安娜找出來                  | 哪裡哪裡？找出來戴安娜               | 竹內利光 | 石踊宏       | 石踊宏                  | 松本勝次                       | 9月3日        |
| 第18話 |          | 興奮興奮！寶石王國的暑假                  | 在寶石樂園放暑假                     | 山田隆司 | 中村憲由     | 佐佐木皓一              | 古池ゆかり                     | 9月9日        |
| 第19話 |          | 迷你迷你！黛安娜跟怪盜香草團              | 小黑咪！戴安娜與香草團               | 前川淳   | サトウ光敏   | サトウ光敏              | 武內啟                         | 9月10日       |
| 第20話 |          | 青春洋溢♡愛的海灘大作戰                   | 陽光與海灘♡戀戀海灘大作戰            | 笹野惠   | 尼野浩正     | 田中智也                | 山崎展義                       | 9月16日       |
| 第21話 |          | 喂喂！火爆浪子傳說                        | 暴力少年傳說                         | 竹內利光 | 佐佐木奈奈子 | 樋口まさお              | 一川孝久                       | 9月17日       |
| 第22話 |          | 啪拉啪啦☆鈴子vs小晃                       | 冤家对头☆铃子对晃                    | 江夏由結 | 福本潔       | 福本潔                  | 日高真由美                     | 9月23日       |
| 第23話 |          | 奇怪奇怪？露比跑哪裡去了！？              | 糟了糟了，露比哪里去了               | 山田隆司 | 池田重隆     | 池田重隆                | 松本弘 菅野智之                | 9月24日       |
| 第24話 |          | 什麼什麼？寶石手杖！？                    | 什么什么？宝石宠物魔法宝杖！？       | 前川淳   | 石踊宏       | 石踊宏                  | 松本勝次                       | 9月30日       |
| 第25話 |          | 不要不要！被狙擊的寶石手冊                | 宝石宠物魔法日记有危险               | 前川淳   | 佐佐木皓一   | 佐佐木皓一              | 古池ゆかり                     | 10月1日       |
| 第26話 |          | 噗嚕噗嚕！鈴子的神奇能量                  | Purupuru！铃子的神奇力量             | 前川淳   | サトウ光敏   | サトウ光敏              | 武內啟                         | 10月7日       |
| 第27話 |          | 輕鬆愉快！在寶石王國學魔法                | 興奮期待！在寶石樂園上課             | 笹野惠   | 尼野浩正     | 田中智也                | 山崎展義                       | 10月8日       |
| 第28話 |          | 喜歡喜歡♡鈴子的白馬王子                   | 太好了♡鈴子的王子殿下                | 江夏由結 | 佐佐木奈奈子 | 樋口まさお              | 一川孝久                       | 10月15日      |
| 第29話 |          | 糟了糟了！？黛安娜復活了                  | 糟了糟了！？戴安娜復活               | 山田隆司 | 福本潔       | 福本潔                  | 飯飼一幸                       | 10月21日      |
| 第30話 |          | 轉啊轉啊(@_@)回轉壽司停止之日             | 團團轉(@_@)迴轉壽司不迴轉了          | 竹內利光 | 石踊宏       | 石踊宏                  | 松本勝次                       | 10月22日      |
| 第31話 |          | 哭哭啼啼(；_；)千金小姐是瘟神             | 嗚呼哀哉(；_；)大小姐是瘟神          | 山田隆司 | 池田重隆     | 池田重隆                | 梶浦紳一郎                     | 10月28日      |
| 第32話 |          | 雄雄燃燒！與黛安娜的最終對決              | 激鬥！與戴安娜的最終決戰             | 加藤還一 | 高柳哲司     | 佐佐木皓一              | 古池ゆかり                     | 10月29日      |
| 第33話 |          | 現身現身！新敵人迪安                      | 登場！新敵人迪安                     | 前川淳   | 尼野浩正     | サトウ光敏              | 武內啟                         | 11月4日       |
| 第34話 |          | 爬啊爬啊！小嬰兒大暴走                    | 小寶寶大搗亂                         | 笹野惠   | 矢野博之     | 田中智也                | 山崎展義                       | 11月5日       |
| 第35話 |          | 出發出發！大王的心之旅                    | 大王的心路歷程                       | 竹內利光 | 佐佐木奈奈子 | 樋口まさお              | 一川孝久                       | 11月11日      |
| 第36話 |          | 來了來了(ﾟ∀ﾟ)鈴子的白馬王子！？           | 來了來了(ﾟ∀ﾟ)鈴子的白馬王子！？      | 江夏由結 | 福本潔       | 福本潔                  | 飯飼一幸                       | 11月12日      |
| 第37話 |          | 嘻嘻♡新少女三人組人氣急升                 | 新寶石寵物三巨星火熱登場             | 山田隆司 | 石踊宏       | 石踊宏                  | 松本勝次                       | 11月18日      |
| 第38話 |          | 快樂快樂☆聖誕老人來到街上了               | Marry Christmas☆聖誕老人來了         | 加藤還一 | 池田重隆     | 池田重隆                | 菅野智之 木下由美子 山本健一朗 | 11月19日      |
| 第39話 |          | 巴布巴布！寶石寵物誕生                    | 好消息！寶石寵物誕生                 | 前川淳   | 佐佐木皓一   | 佐佐木皓一              | 古池ゆかり                     | 11月25日      |
| 第40話 |          | 心情愉快！？Happy初夢大騒動               | 興高采烈！？快活寵物大騒動           | 竹內利光 | 尼野浩正     | 佐藤清光                | 武內啟                         | 11月26日      |
| 第41話 |          | 神魂顛倒♡騎著白馬的王子殿下               | 神魂顛倒♡白馬王子殿下                | 江夏由結 | 佐佐木奈奈子 | 田中智也                | 山崎展義                       | 12月2日       |
| 第42話 |          | 恐怖恐怖！校園怪談                        | 驚悚！學校怪談                       | 笹野惠   | 尼野浩正     | 樋口まさお              | 一川孝久                       | 12月3日       |
| 第43話 |          | 坐立難安！魔女們的考驗                    | 惶恐失措！魔女們的考驗               | 山田隆司 | 福本潔       | 福本潔                  | 飯飼一幸                       | 12月9日       |
| 第44話 |          | 捏把冷汗！今天是世界末日嗎？              | 驚心動魄！今天是人類的世界末日？     | 加藤還一 | 石踊宏       | 石踊宏                  | 松本勝次                       | 12月10日      |
| 第45話 |          | 不要不要！每個人都變成大王了！            | 不！大家都變成大王！                 | 前川淳   | 池田重隆     | 池田重隆                | 梶浦紳一郎                     | 12月16日      |
| 第46話 |          | 恩恩愛愛！？情人節魔法                    | 甜甜蜜蜜！？情人節魔法               | 竹內利光 | 佐佐木皓一   | 佐佐木皓一              | 古池ゆかり                     | 12月17日      |
| 第47話 |          | 興奮興奮！求婚大作戰喔！                  | 心如鹿撞！求婚大作戰！               | 山田隆司 | 尼野浩正     | 佐藤清光                | 武內啟                         | 12月23日      |
| 第48話 |          | 淚水盈眶(；д；)悲傷的結婚典禮             | 傷痛欲絕(；д；)悲哀的結婚典禮        | 江夏由結 | 佐佐木奈奈子 | 樋口まさお 佐佐木奈奈子 | 一川孝久                       | 12月24日      |
| 第49話 |          | 霹哩啪啦！迪安VS四位魔女                  | 驚天動地！迪安對四大魔女             | 笹野惠   | 尼野浩正     | 田中智也                | 山崎展義                       | 12月30日      |
| 第50話 |          | 加油加油！就算分開了 也是一條心的         | 加油！縱使天各一方，大家仍然心連心   | 加藤還一 | 福本潔       | 福本潔                  | 飯飼一幸                       | 12月31日      |
| 第51話 |          | 威武威武V(^▽^)V他們回來啦                 | 太好了V(^▽^)V他們回來了              | 前川淳   | 石踊宏       | 石踊宏                  | 松本勝次                       | 2011年 1月6日 |
| 第52話 |          | 親嘴親嘴♡寶石寵物是朋友                   | 親一親♡寶石寵物是朋友                | 前川淳   | 佐佐木奈奈子 | 池田重隆 佐佐木奈奈子   | 一川孝久 宮川知子              | 1月7日        |

## 播放電視台
| 日本 東京電視台 星期日9:30-10:00節目 | 日本 東京電視台 星期日9:30-10:00節目                | 日本 東京電視台 星期日9:30-10:00節目 |
| ------------------------------------ | --------------------------------------------------- | ------------------------------------ |
|                                      | 寶石寵物 （第一季） （2009年4月5日－2010年3月28日） |                                      |
| 我愛美樂蒂                           | 最強武將傳・三國演義                                |                                      |

| 台灣 東森幼幼台 星期日17:00-17:30節目                                                                    | 台灣 東森幼幼台 星期日17:00-17:30節目                        | 台灣 東森幼幼台 星期日17:00-17:30節目 |
| --- | ------------------------------------------------------------ | ------------------------------------- |
| | 寶石寵物 （第一季，1-20集） （2010年2月21日－2010年6月27日） |                                       |
| 海綿寶寶劇場版：海神王的皇冠                                                                             | 蠟筆小新：搞怪遊樂園大冒險                                   |                                       |
| 台灣 東森幼幼台 星期一至五17:00-17:30節目 （8月2日起改為9:00-9:30播出；38、40、46集播出時間為4:00-4:30） |                                                              |                                       |
| 櫻桃小丸子                                                                                               | 寶石寵物 （第一季，21-52集） （2010年7月1日－2010年9月1日）  | Hello凱蒂貓                           |
| 台灣 東森幼幼台 星期一至四17:30-18:00節目 （11月14日起改為星期一、二、四、五下午1:30-2:00播出）          |                                                              |                                       |
| 櫻桃小丸子                                                                                               | 寶石寵物 （第一季） 重播 （2011年10月17日－2012年1月12日）   | 海綿寶寶                              |

| 香港 翡翠台 星期四、五17:15-17:45節目 2010年10月14日停播 2010年12月23日起星期四、五17:20-17:50 | 香港 翡翠台 星期四、五17:15-17:45節目 2010年10月14日停播 2010年12月23日起星期四、五17:20-17:50 | 香港 翡翠台 星期四、五17:15-17:45節目 2010年10月14日停播 2010年12月23日起星期四、五17:20-17:50 |
| ---------------------------------------------------------------------------------------------- | ---------------------------------------------------------------------------------------------- | ---------------------------------------------------------------------------------------------- |
|                                                                                                | 寶石寵物 （第一季） （2010年7月9日－2011年1月7日）                                             |                                                                                                |
| 爆旋陀螺 鋼鐵戰魂 （第一季）                                                                   | 爆旋陀螺 鋼鐵戰魂爆 （第二季）                                                                 |                                                                                                |
| 香港 無綫兒童台 星期一至五06:00-06:30節目                                                      |                                                                                                |                                                                                                |
| 麵包超人 （第53-86話）                                                                         | 寶石寵物 （第一季） （2013年1月14日－2013年3月26日）                                           | 守護蛋精靈II （第52-102話）                                                                    |
| 香港 翡翠台 星期一至五15:50-16:20節目 5月9日停播                                               |                                                                                                |                                                                                                |
| 爆丸II                                                                                         | 寶石寵物 （第一季） 重播 （2013年4月10日－2013年6月21日）                                      | 我家3姊妹II 第52-63話                                                                          |
| 香港 TVB WINDOW 星期一至五 07:00－07:30 節目                                                   |                                                                                                |                                                                                                |
| 奇幻魔法Melody （第三輯）                                                                      | 寶石寵物 （第一季） （2013年7月9日－9月18日）                                                  | 網絡小精靈                                                                                     |
| 香港 翡翠台 星期一至五 16:15-16:50 節目 2022年12月28日臨時節目調動暫停播映                     |                                                                                                |                                                                                                |
| 星光少女 重播                                                                                  | 寶石寵物 （第一季） 重播 （2022年11月1日－2023年1月12日）                                      | 靈裝戰士 重播                                                                                  |

## 外部連結
- 大阪電視台《寶石寵物》 （页面存档备份，存于）（日語）